# Oculus Rift

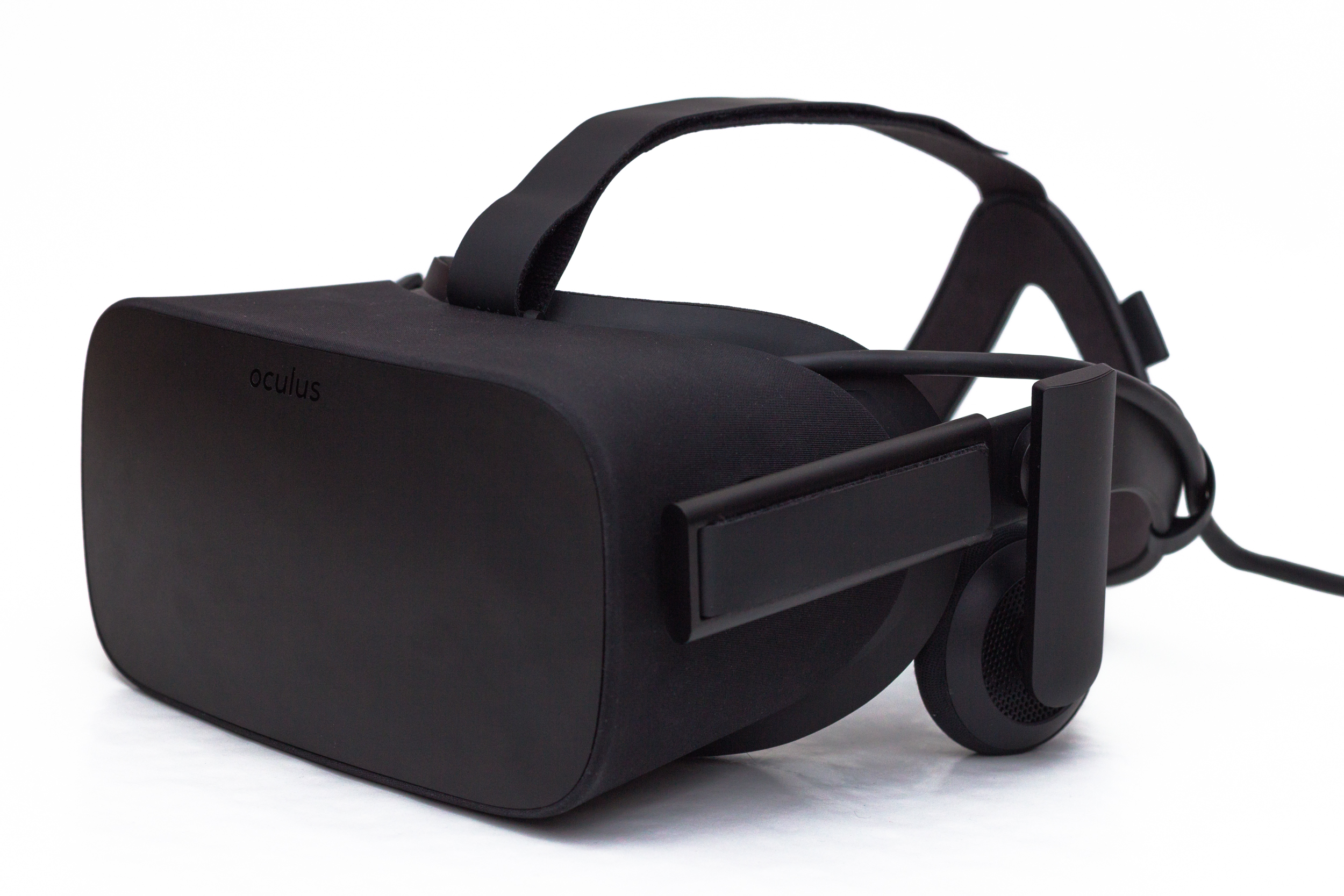
Oculus Rift

Oculus Rift je první headset pro vstup do virtuální reality vytvořený společností Oculus VR (nyní Reality Labs), která spadá do divize společnosti Meta. Prodával se mezi lety 2016–2019.

## Popis
Brýle nabízejí Pentile OLED displej s rozlišením FullHD pro oko, frekvenci obnovování obrazovky 90 Hz a polem vidění o 110°. Taktéž mají v sobě zabudované sluchátka, která poskytují 3D zvuk. Celková váha headsetu je 470 gramů.

## Historie
Představen byl poprvé v 11. června 2015 a na trh byl uveden v následujícím roce. Společnost Oculus spustila v roce 2012 fundraisingovou kampaň na webu Kickstarter na tvorbu headsetu Rift pro virtuální realitu, zkráceně VR. Projekt byl úspěšný a vybral 2,5 milionu amerických dolarů. V roce 2014 tento start-up odkoupila společnost Facebook. Roku 2019 vyšel vylepšený model Oculus Rift S.

## Následující modely
Následné modely jsou samostatné náhlavní soupravy, které už pro provoz nepotřebují připojení na PC. Většina starších VR her je s novými zařízeními kompatibilní.
- Oculus Go (2018)
- Oculus Quest (2019)
- Oculus Quest 2 (2020), roku 2022 přejmenováno na Meta Quest 2
- Meta Quest Pro (2022)
- Meta Quest 3 (2023)

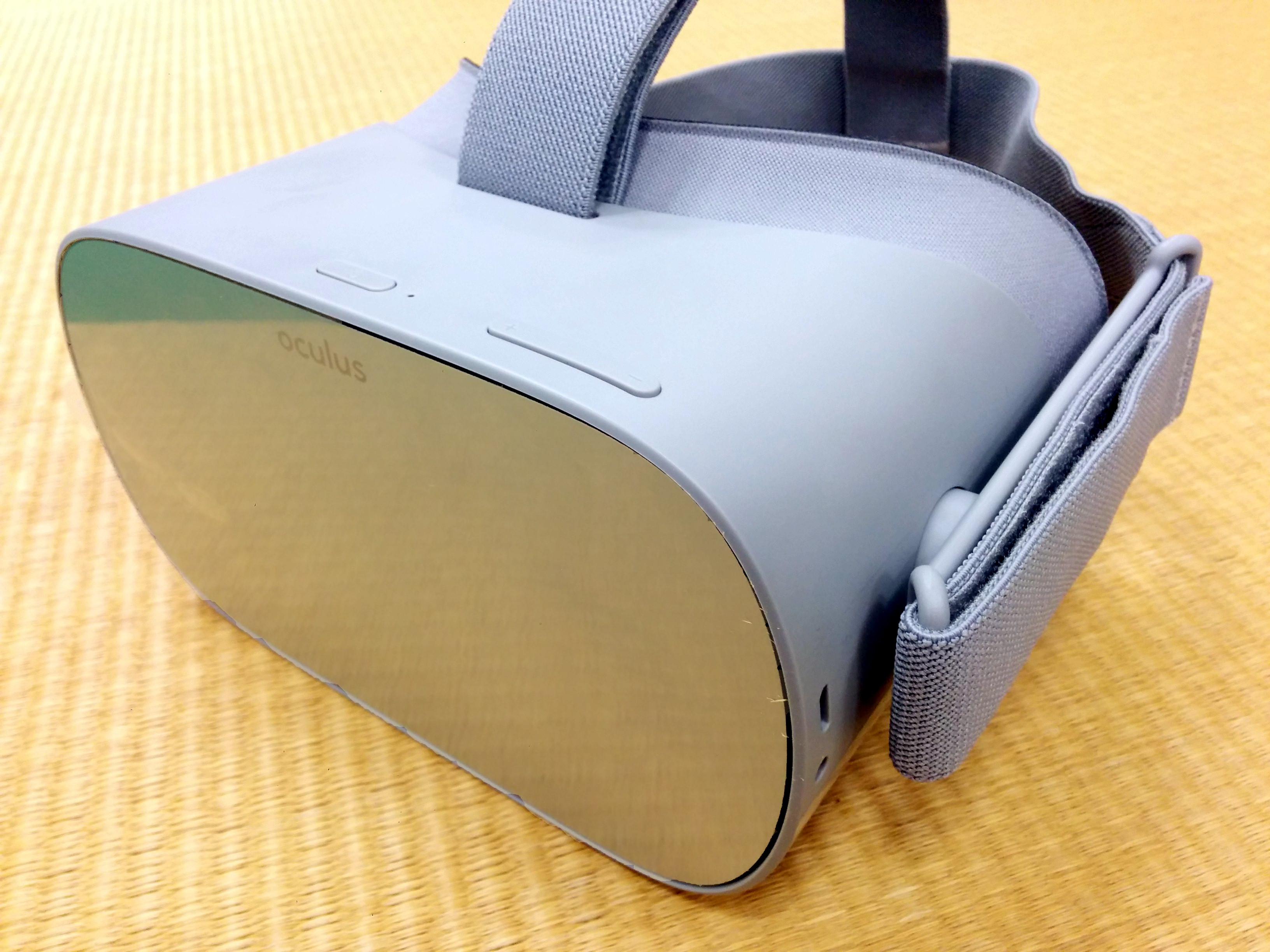
Oculus Go
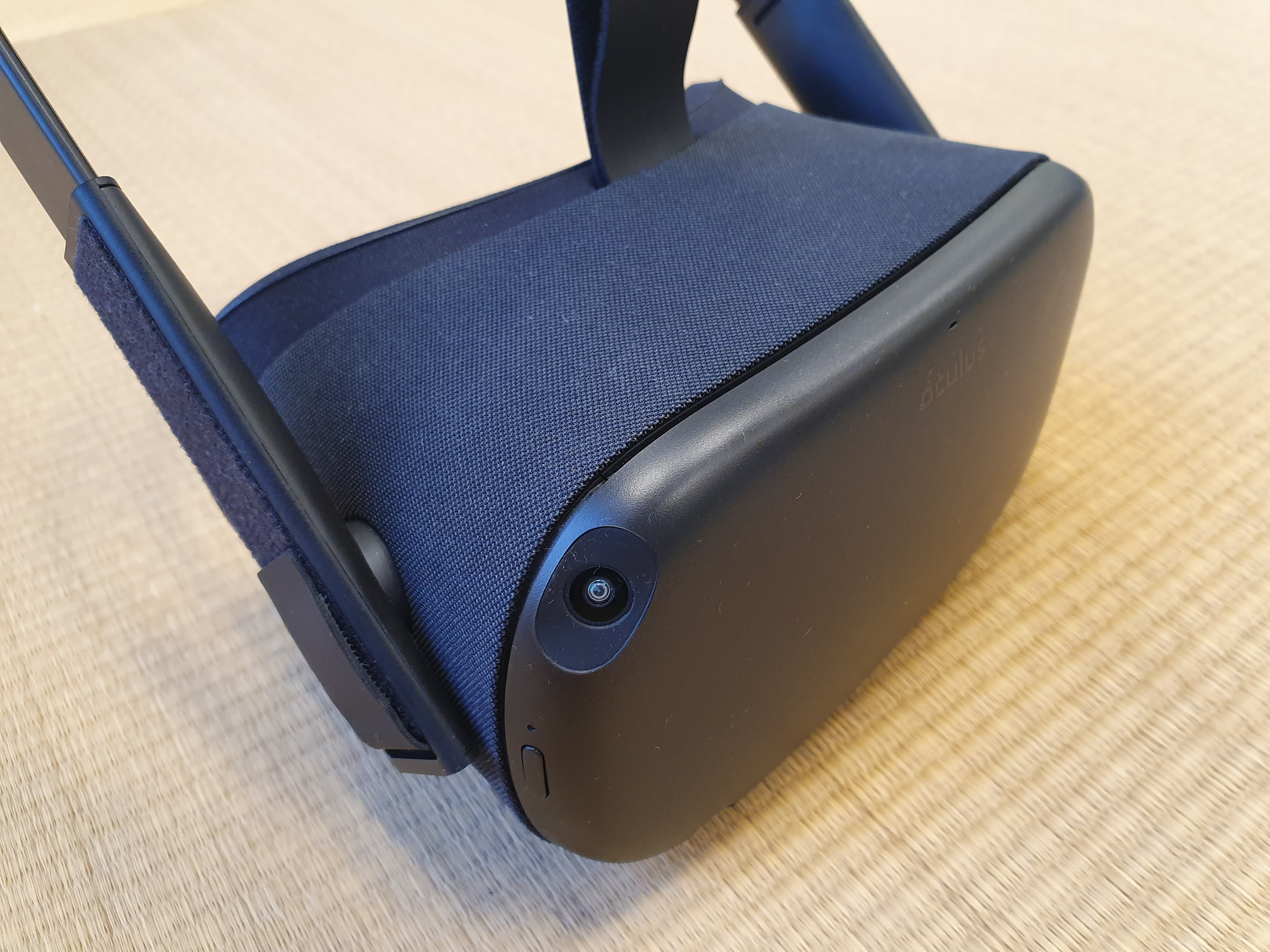
Oculus Quest
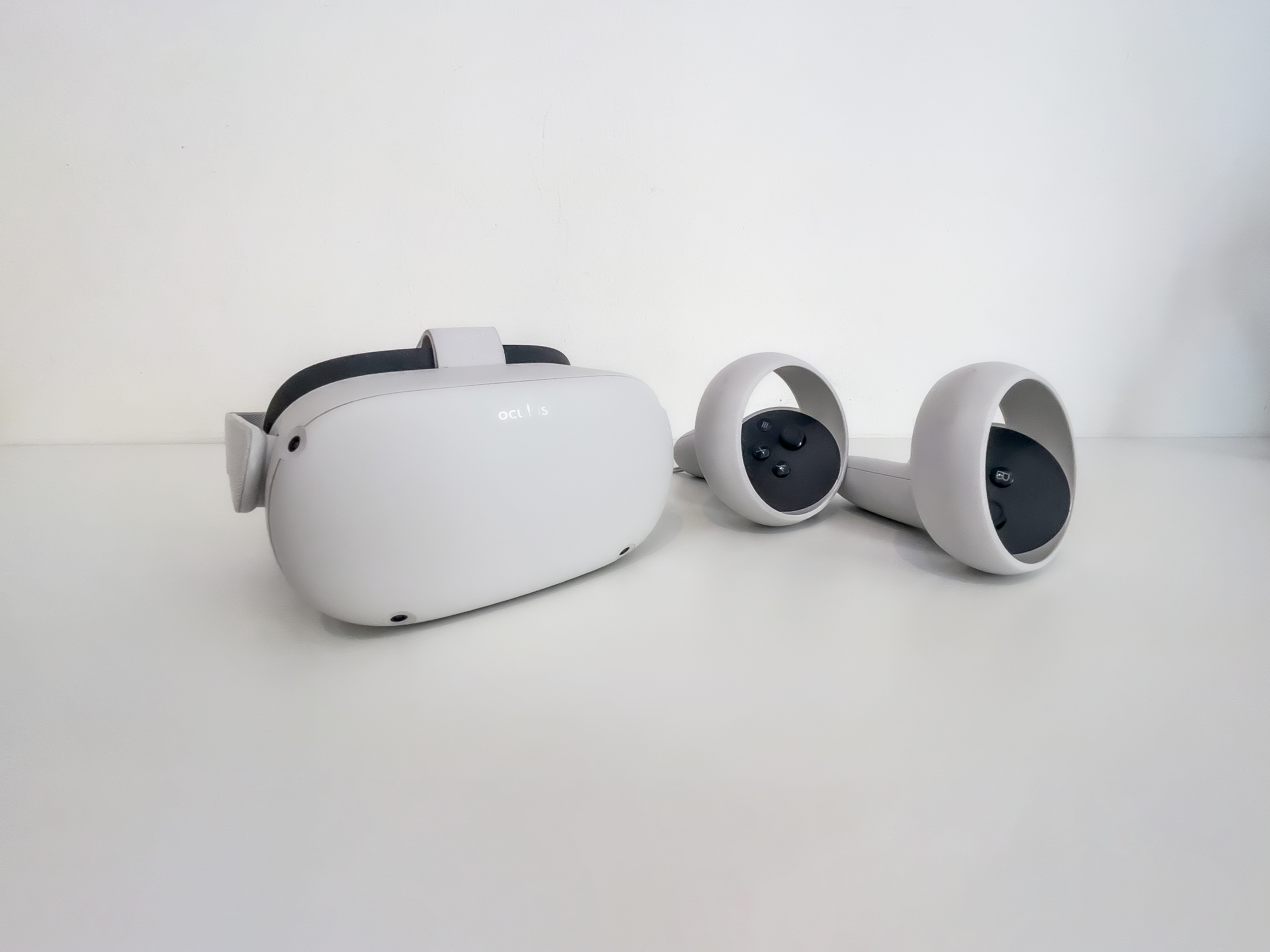
Oculus/Meta Quest 2
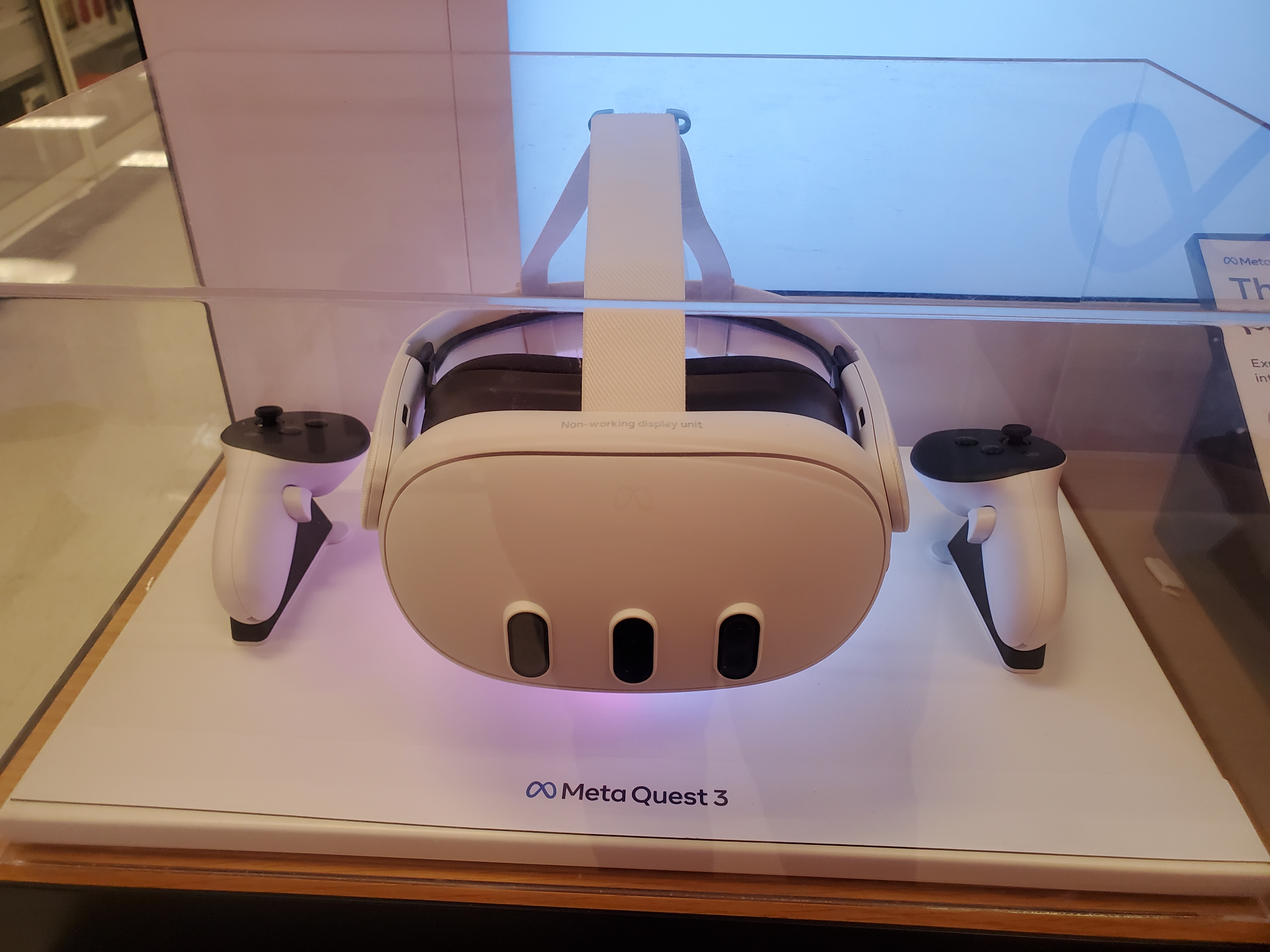
Meta Quest 3